# Église Saint-Pierre-et-Saint-Paul de Poussanges
Pour les articles homonymes, voir Église Saint-Pierre-et-Saint-Paul.
L'église Saint-Pierre-et-Saint-Paul est une église située à Poussanges, dans le département de la Creuse en France. Construite au XIVe siècle avec des ajouts au XVIIIe siècle, elle est inscrite au titre des monuments historiques en 1963.

## Localisation
L'église est située sur la commune de Poussanges dans le département français de la Creuse en région Nouvelle-Aquitaine.

## Historique
L'église a été principalement construite au XIVe siècle, avec l'ajout de deux chapelles latérales au XVIIIe siècle,.
L'édifice est inscrit au titre des monuments historiques en 1963.